# Stenocephalemys albipes
Espèce
Statut de conservation UICN

 LC  : Préoccupation mineure
Stenocephalemys albipes est une espèce de rongeur de la famille des Muridae, du genre Stenocephalemys, endémique d'Éthiopie.

## Taxonomie
L'espèce est décrite pour la première fois par le naturaliste allemand Eduard Rüppell en 1842 sous le nom de Myomys albipes.

## Distribution et habitat
L'espèce se rencontre sur le haut-plateau d'Éthiopie de part et d'autre de la vallée du Grand Rift de 800 à 3 000 mètres d'altitude, dans les forêts, les broussailles et à proximité des zones agricoles.

## Menaces
L'Union internationale pour la conservation de la nature la distingue comme espèce de « Préoccupation mineure » (LC) sur sa liste rouge.